# Iltis farkasfalka
Az Iltis farkasfalka a Kriegsmarine tengeralattjárókból álló második világháborús támadóegysége volt, amely összehangoltan tevékenykedett 1942. szeptember 6. és 1942. szeptember 23. között az Atlanti-óceán északi részén, Portugáliától, Marokkótól nyugatra, délnyugatra. Az Iltis (Görény) farkasfalka hét búvárhajóból állt. A falka egy hajót sem süllyesztett el, vesztesége nem volt.

## A farkasfalka tengeralattjárói
| A hajó száma | Parancsnoka             | Részvétel kezdete   | Részvétel vége       |
| ------------ | ----------------------- | ------------------- | -------------------- |
| U–87         | Joachim Berger          | 1942. szeptember 6. | 1942. szeptember 23. |
| U–107        | Harald Gelhaus          | 1942. szeptember 6. | 1942. szeptember 23. |
| U–203        | Rolf Mützelburg         | 1942. szeptember 6. | 1942. szeptember 10. |
| U–214        | Günther Reeder          | 1942. szeptember 6. | 1942. szeptember 23. |
| U–333        | Peter-Erich Cremer      | 1942. szeptember 6. | 1942. szeptember 23. |
| U–406        | Horst Dieetrichs        | 1942. szeptember 6. | 1942. szeptember 23. |
| U–590        | Heinrich Müller-Edzards | 1942. szeptember 6. | 1942. szeptember 23. |